# 623rd Air Operations Center
Il 623rd Air Operations Center è un centro operativo di tipo funzionale dell'Air Force Special Operations Command. Il suo quartier generale è situato presso Hurlburt Field, in Florida.

## Missione
Al centro è associato il 193rd Air Operations Group, 193rd Special Operations Wing, Pennsylvania Air National Guard